# بلونی تسیریبیهینا
بلونی تسیریبیهینا (به لاتین: Belon'i Tsiribihina) یک منطقهٔ مسکونی در ماداگاسکار است که در بلنی تسیریبینا (ناحیه) واقع شده‌است. بلونی تسیریبیهینا ۶٬۶۳۳ کیلومتر مربع مساحت و ۷۲٬۰۰۰ نفر جمعیت دارد و ۱۷ متر بالاتر از سطح دریا واقع شده‌است.